# Депауля
Депауля (пол. Depaula) — село в Польщі, у гміні Кшимув Конінського повіту Великопольського воєводства.